# Acanthomima
Acanthomima is een geslacht van Phasmatodea uit de familie Phasmatidae. De wetenschappelijke naam van dit geslacht is voor het eerst geldig gepubliceerd in 1904 door William Forsell Kirby.

## Soorten
Het geslacht Acanthomima  is monotypisch en omvat slechts de volgende soort:
- Acanthomima rhipheus (Westwood, 1859)